# Гаррісон-Сіті (Пенсільванія)
Гаррісон-Сіті (англ. Harrison City) — переписна місцевість (CDP) в США, в окрузі Вестморленд штату Пенсільванія. Населення — 174 особи (2020).

## Географія
Гаррісон-Сіті розташований за координатами 40°21′17″ пн. ш. 79°39′1″ зх. д. / 40.35472° пн. ш. 79.65028° зх. д. (40.354799, -79.650185).  За даними Бюро перепису населення США в 2010 році переписна місцевість мала площу 0,13 км², уся площа — суходіл.

## Демографія
Згідно з переписом 2010 року, у переписній місцевості мешкали 134 особи в 68 домогосподарствах у складі 33 родин. Густота населення становила 1058 осіб/км².  Було 76 помешкань (600/км²).
Расовий склад населення:
| - 99,3 % — білих - 0,7 % — чорних або афроамериканців |

До двох чи більше рас належало 0,0 %. Частка іспаномовних становила 0,0 % від усіх жителів.
За віковим діапазоном населення розподілялося таким чином: 16,4 % — особи молодші 18 років, 67,2 % — особи у віці 18—64 років, 16,4 % — особи у віці 65 років та старші. Медіана віку мешканця становила 47,3 року. На 100 осіб жіночої статі у переписній місцевості припадало 71,8 чоловіків;  на 100 жінок у віці від 18 років та старших — 69,7 чоловіків також старших 18 років.
Цивільне працевлаштоване населення становило 64 особи. Основні галузі зайнятості: будівництво — 35,9 %, освіта, охорона здоров'я та соціальна допомога — 26,6 %, виробництво — 10,9 %.